# Дусел
Дусел (фр. Doucelles) насеље је и општина у западној Француској у региону Лоара, у департману Сарт која припада префектури Мамер.
По подацима из 2011. године у општини је живело 245 становника, а густина насељености је износила 37 становника/km². Општина се простире на површини од 4,48 km². Налази се на средњој надморској висини од n. c. метара (максималној 86 m, а минималној 67 m).

## Демографија
| 1962. | 1968. | 1975. | 1982. | 1990. | 1999. | 2011. |
| ----- | ----- | ----- | ----- | ----- | ----- | ----- |
| 211   | 209   | 185   | 180   | 165   | 166   | 245   |

График промене броја становника у току последњих година